# كأس الاتحاد الإنجليزي 1891–92
كأس الاتحاد الإنجليزي 1891–92 (بالإنجليزية: 1891–92 FA Cup)‏ هو الموسم 21 من  كأس الاتحاد الإنجليزي. أقيم خلال الفترة 3 أكتوبر 1891 وحتى 19 مارس 1892، والذي يشرف على تنظيمه الاتحاد الإنجليزي لكرة القدم، وكان عدد الأندية المشاركة فيه  32، وفاز فيه وست بروميتش ألبيون.